# Lycaena teshionis
Lycaena teshionis är en fjärilsart som beskrevs av Matsumura 1926. Lycaena teshionis ingår i släktet Lycaena och familjen juvelvingar. Inga underarter finns listade i Catalogue of Life.